# アチャラ

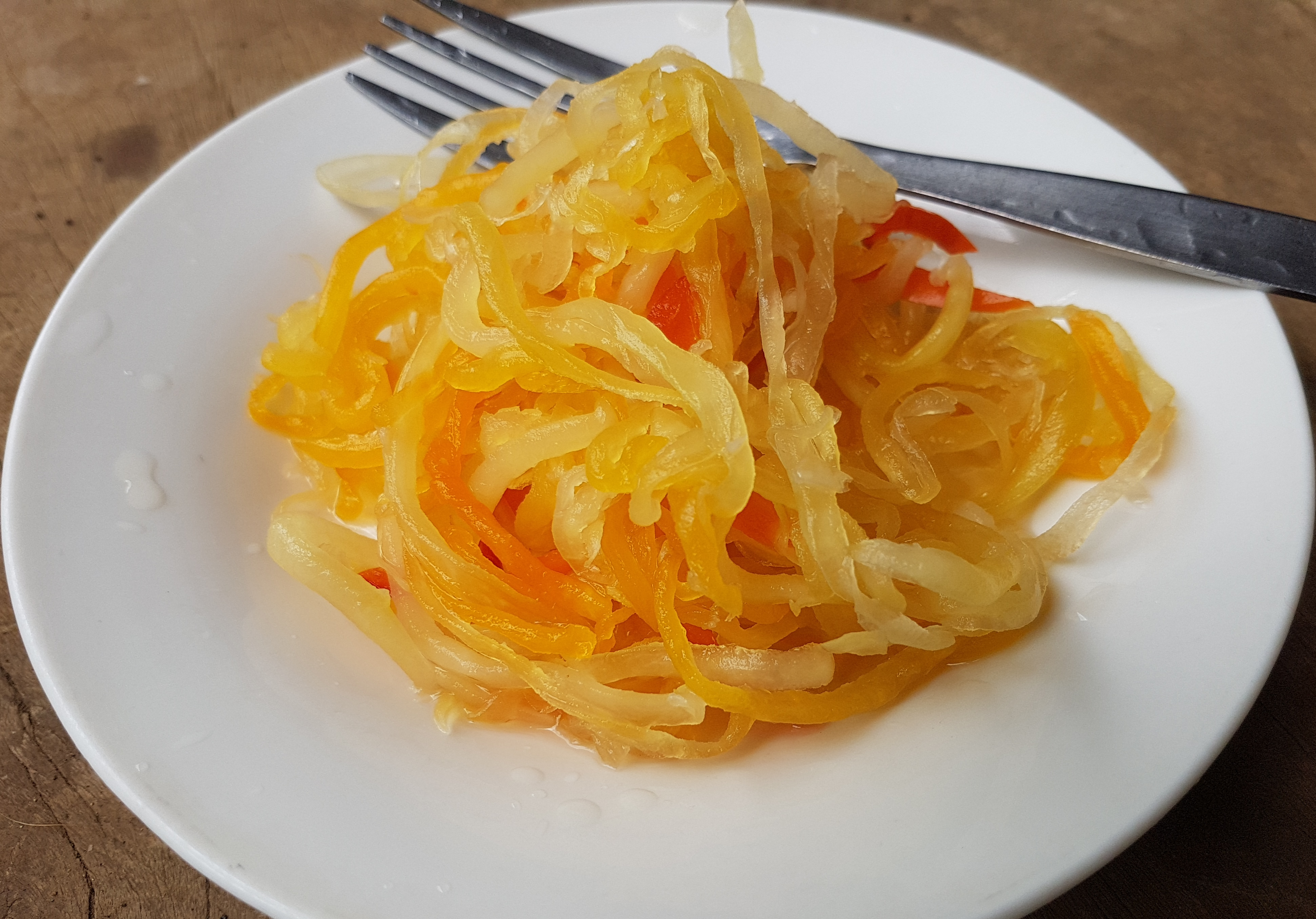
アチャラの例

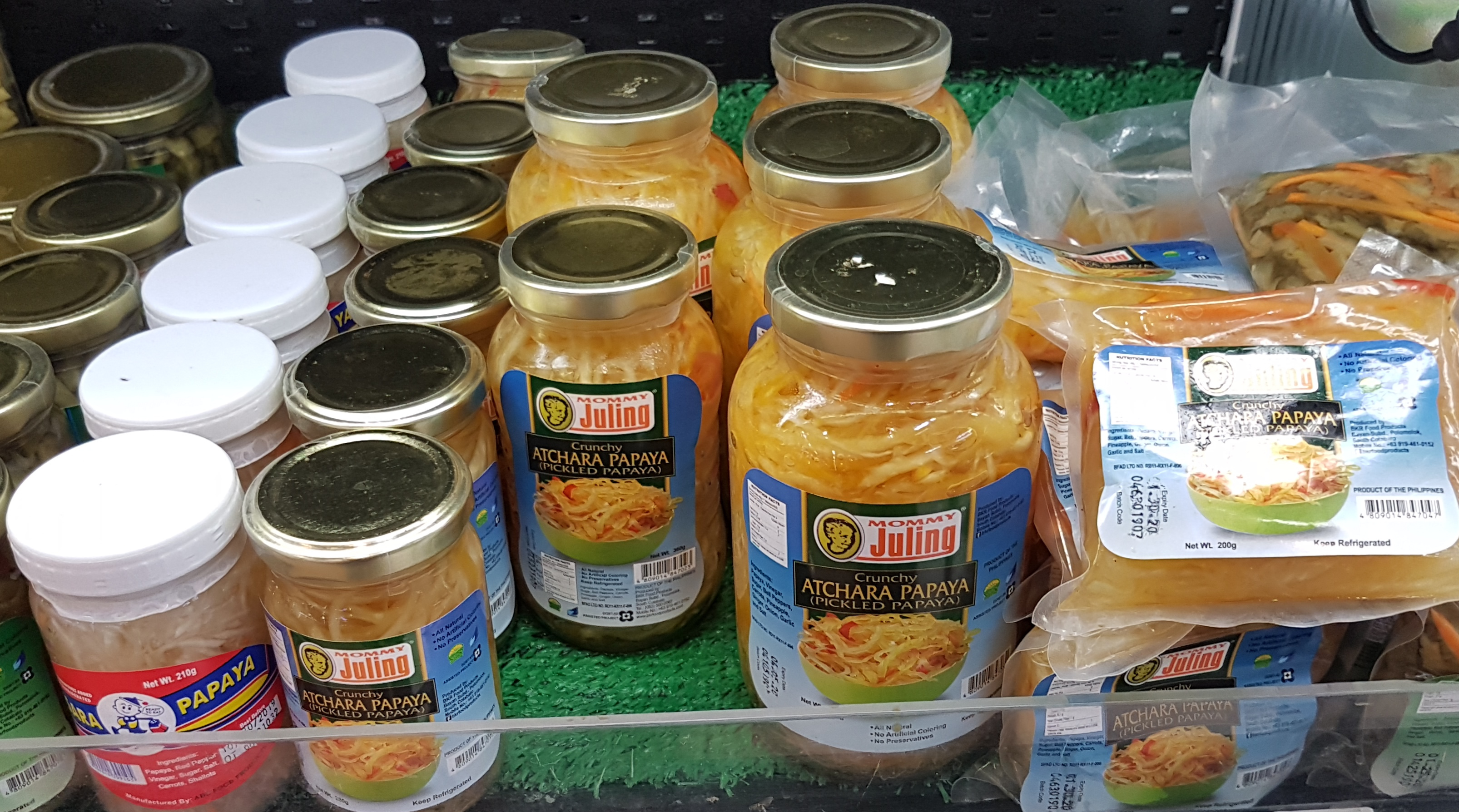
フィリピンのスーパーマーケットで売られるアチャラの瓶詰

アチャラ（atchara、achara、atsara)は、フィリピンの代表的な漬物。未熟の青いパパイアの果実を使った漬物である。
細切りにした青いパパイヤの果実を塩水に漬けて搾った後に、細切りにしたニンジン、タマネギなどの野菜、ショウガ、ニンニクと共に甘酢へ漬け込む。見た目は日本のなますにも似る。
フィリピンの家庭では、チャーハンや肉料理にアチャラを添えて食されている。家庭でも作られるが、フィリピンのスーパーマーケットではいろんなメーカーからアチャラの瓶詰めが販売されている。パパイヤ以外に入る野菜はメーカーごとに様々である。日本のフィリピン料理店でも魚料理や肉料理の付け合せとしてよく提供される。
「アチャラ」の語は、もともとはペルシャ語で野菜や果物の漬物を意味する「アチャール」がポルトガル語になり、フィリピンに伝わったとされる。同様の起源を持つ料理にアチャールや日本のあちゃら漬けがある。